# Philemon buceroides
Philemon buceroides е вид птица от семейство Meliphagidae.

## Разпространение
Видът е разпространен в Австралия, Индонезия и Източен Тимор.